# Ommatius galba
Ommatius galba är en tvåvingeart som beskrevs av Scarbrough och Marascia 1999. Ommatius galba ingår i släktet Ommatius och familjen rovflugor.
Artens utbredningsområde är Laos. Inga underarter finns listade i Catalogue of Life.